# Physocephala unicolor
Physocephala unicolor är en tvåvingeart som beskrevs av Krober 1915. Physocephala unicolor ingår i släktet Physocephala och familjen stekelflugor. Inga underarter finns listade i Catalogue of Life.